# Семеновское (Вичугский район)
Семеновское — село в Вичугском районе Ивановской области, входит в состав Сошниковского сельского поселения. 

## География
Расположено на берегу реки Лух в 16 км на восток от райцентра города Вичуги.

## История
Каменная Симеоновская церковь с колокольней построена была в 1740 году на средства прихода. Престолов было 3: а) в честь праведного Симеона Богоприимца, б) Успения Божией Матери и в) святит. Николая Чудотворца.
В XIX — первой четверти XX века село являлось центром Семеновской волости Юрьевецкого уезда Костромской губернии, с 1918 года — Иваново-Вознесенской губернии.
С 1926 года село являлось центром Семеновского сельсовета Вичугского района Ивановской области, с 2005 года — в составе Сошниковского сельского поселения.
До 2008 года в селе действовала Семеновская средняя общеобразовательная школа. 

## Население
| 1872 | 1897 | 1907 | 2002 | 2010 |
| ---- | ---- | ---- | ---- | ---- |
| 78   | ↘50  | ↗65  | ↗99  | ↘71  |

## Достопримечательности
В селе расположена недействующая Церковь Симеона Богоприимца (1740).